# Lucien Vincent
Lucien Vincent (Gueugnon, 8 april 1909 - 19 november 2001) was een Frans autocoureur. In 1951 was hij eenmaal te vinden op de inschrijvingslijst van een Formule 1-race, zijn thuisrace van dat jaar als reservecoureur voor het team Talbot-Lago. Alle Talbot-Lago-coureurs startten die race echter, dus Vincent startte niet. Hij schreef zich hierna nooit meer in voor een Formule 1-race.
Vincent nam tussen 1951 en 1953 ook driemaal deel aan de 24 uur van Le Mans, waar zijn beste resultaat een vijfde plaats was tijdens de editie van 1952 voor het team Luigi Chinetti met als teamgenoot André Simon. In 1956 reed Vincent ook eenmaal de Mille Miglia, waar hij 143ste werd.